# Seanachaí

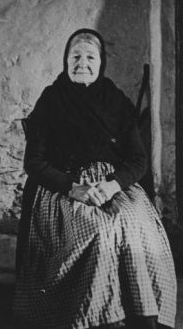
Peig Sayers in una foto scattata intorno al 1945. Una delle più importanti seanchaí della storia dell'Irlanda.

Con il termine seanachaí (al plurale: seanchaithe; in gaelico scozzese: seanchaidh; in mannese: shennaghee) ci si riferisce ai tradizionali cantastorie gaeli che, per lungo tempo, hanno lasciato un'importante impronta culturale nel panorama folclorico celtico, in particolare in Irlanda e in Scozia.
La parola seanachaí (che prima della riforma calligrafica del 1948 era reso come: seanchaidhe) è un termine irlandese che, a sua volta, deriva da seanchas, traducibile in italiano (in maniera approssimativa) come "Antica tradizione".

## Storia
Originariamente, i seanchaithe, erano uomini al servizio di importanti figure politiche con il compito di documentare importanti informazioni riguardanti la vita sociale delle loro tribù. Dopo la conquista della società gaelica da parte degli inglesi del XVII secolo, il ruolo politico dei seanchaithe smise di esistere e il termine iniziò a essere associato esclusivamente ai cantastorie delle classi sociali più basse.
Sin dal principio, i seanchaithe fecero largo uso di tecniche narrative ben precise che, insieme ai racconti popolari, iniziarono ad essere tramandate di generazione in generazione in maniera esclusivamente orale.
In Irlanda, la figura dei seanchatithe è, ancora oggi, particolarmente rilevante nei Gaeltacht (zone dove la lingua irlandese è ancora usata nella vita quotidiana) e, anche se con maggior rarìtà, anche in alcune zone rurali dove la popolazione è prevalentemente anglofona.

## Revival
La tradizione di trasmettere le storie in maniera esclusivamente orale è, al giorno d'oggi, pressoché scomparsa e anche fondazioni come la Irish Cultural Revival, si sono mostrate fortemente inclini alla trascrizione e pubblicazione delle storie.
Dopo la morte di Seán Ó hEinirí (ultimo locutore monolingua irlandese) si pensò che la tradizione dei seanchaithe fosse andata perduta.
Figure come l'attore Eamon Kelly, hanno contribuito a rendere maggiormente popolare il fenomeno che, ad oggi, sopravvive soprattutto durante eventi folcloristici.